# 馬塔蘭的短劍
《馬塔蘭的短劍》是一部在1940年上映的荷属东印度（今印度尼西亚）電影，由楊眾生執導，由舞台劇演員菲菲·楊和奧馬爾·羅德里加（Omar Rodriga）主演，故事講述一對情侶門不當，戶不對，最終天人永隔的愛情悲劇。本片由東方影業製作，是楊眾生的導演處男作，製片商希望能夠利用菲菲·楊的名氣，吸引觀眾欣賞影片。這部電影如今可能已經散佚。

## 故事大綱
年輕的R·A·羅斯米妮（R. A. Roosmini，菲菲·楊飾）來自卡爾塔蘇拉（Kartasura），出身自爪哇貴族，她愛上了平民出身的巴赫蒂阿爾（Bachtiar，奧馬爾·羅德里加飾），希望能跟他在一起。不過，首先她的父親R·M·哈迪庫蘇莫（R. M. Hadikusumo）堅持要她嫁給一個門當戶對的男子，兩人私奔後，巴赫蒂阿爾的家人也叫他回來，迎娶一個他不喜歡的女人。羅斯米妮既不想嫁給自己不愛的男人，也不願意獨自生活，於是她用神聖的馬來短劍刺死自己。

## 製作
《馬塔蘭的短劍》由剛成立不久的東方影業製作，他們聘請了劇作家楊眾生擔任編劇和導演，也聘請了他的妻子，舞台劇明星菲菲·楊擔任該公司的演員。本片是楊眾生的執導處男作，改編自舞台劇本，並由約書亞·王負責拍攝。王氏以前曾為陳氏影業效力，後來在一次薪資糾紛中因為不滿公司的做法而離職，轉投東方影業。
東方影業為電影命題的目的只是為了吸引觀眾注意，雖然片名中提起了馬塔蘭蘇丹國，但是印尼电影史學家米斯巴赫·尤薩·比蘭認為，這部電影和馬塔蘭文化並不相關。這部馬來語黑白電影比較了現代文化和傳統文化，也比較了東西文化。

## 發行
本片於1940年6月29日在巴達維亞（今雅加達）Rex戲院進行首映，對象是來自低下階層的民眾。比蘭表示，欣賞本片的觀眾大都是傳統印尼式話劇（toneel）的愛好者，原因之一是製片商利用了菲菲·楊的名氣來吸引觀眾。
這部電影如今很可能已经散佚。美国视觉人类学家卡尔·G·海德認為，所有在1950年前制作的印尼电影均已散失。不过，J·B·克里斯坦托（J.B. Kristanto）在《印尼电影目录》中表示，印尼电影资料馆把好几部荷属东印度电影保存下來。比蘭还指出，荷兰政府新闻处收藏了几部日本宣传电影，使之留存至今。

## 註腳
1. 1 2  Setiono 2008，第398頁.
2. 1 2  Biran 2009，第252–253頁.
3. 1 2  Filmindonesia.or.id, Kris Mataram.
4. ↑  Biran 2009，第204頁.
5. 1 2  Biran 2009，第228頁.
6. ↑  Biran 2009，第220, 223頁.
7. ↑  Biran 2009，第256頁.
8. ↑  Biran 2009，第248頁.
9. ↑  Biran 2009，第250頁.
10. ↑  Heider 1991，第14頁.
11. ↑  Biran 2009，第351頁.

## 外部連結
- 互联网电影数据库（IMDb）上《馬塔蘭的短劍》的资料（英文）